# Nadace policistů a hasičů – Vzájemná pomoc v tísni
Nadace policistů a hasičů – Vzájemná pomoc v tísni nebo jen Nadace policistů a hasičů, je česká nadace a nezisková organizace zaměřená na pomoc pozůstalým po policistech a hasičích, kteří zahynuli nebo se stali tělesně postiženými při výkonu své služby.

## Historie a popis
Nadace policistů a hasičů - vzájemná pomoc v tísni byla zřízená ke konci roku 2002. Je to nezisková organizace, jejímž účelem je:
- Zlepšit těžké a náročné životní podmínky pozůstalým dětem po policistech a hasičích, kteří zahynuli při výkonu své služby.
- Zlepšit těžké a náročné životní podmínky bývalým policistům a hasičům těžce tělesně postiženým následkem zranění utrpěného v souvislosti při výkonu své služby.
- Od roku 2018 pomáhat také policistům a hasičům ve služebním poměru, případně také jejich rodinám k překlenutí nepředpokládané tíživé životní situace vzniklé v důsledku zdravotních, sociálních či živelných příčin a katastrof.

O případné finanční pomoci, dle výše uvedeného, rozhoduje nadační komise. Zdrojem financí nadace jsou dobrovolné dary od lidí nebo společností.